# Parameristis eremaea
Parameristis eremaea är en fjärilsart som beskrevs av Edward Meyrick 1919. Parameristis eremaea ingår i släktet Parameristis och familjen Arrhenophanidae. Inga underarter finns listade i Catalogue of Life.